# Бед Къмпани
„Бед Къмпани“ (на английски: Bad Company) е английска хардрок група.
Основана е през 1973 година от бивши членове на няколко известни рок групи – Пол Роджърс (вокали, пиано) и Саймън Кърк (ударни) от Фрий, Мик Ралфс (китара) от Мот дъ Хупъл и Боз Бърел (бас китара) от Кинг Кримсън. Групата се разпада през 1982 година. На няколко пъти в периода 1986 – 2002 година е възстановявана в различен състав, като по това време освен Пол Роджърс вокалисти са Брайън Хау (1986 – 1994) и Робърт Харт (1995 – 1997).

## Дискография
- „Bad Company“ (1974)
- „Straight Shooter“ (1975)
- „Run with the Pack“ (1976)
- „Burnin' Sky“ (1977)
- „Desolation Angels“ (1979)
- „Rough Diamonds“ (1982)
- „Fame and Fortune“ (1986)
- „Dangerous Age“ (1988)
- „Holy Water“ (1990)
- „Here Comes Trouble“ (1992)
- „Company of Strangers“ (1995)
- „Stories Told & Untold“ (1996)